# The Gifted One
The Gifted One è un film per la televisione del 1989 diretto da Stephen Herek.
È un film fantastico statunitense con Peter Kowanko, John Rhys-Davies e G.W. Bailey. È originariamente un film pilota per una serie televisiva poi non prodotta. È incentrato sulle vicende di Michael Grant, un giovane con poteri mentali e fisici alla ricerca della sua vera madre.

## Produzione
Il film, diretto da Stephen Herek su una sceneggiatura di Lisa James e Richard Rothstein, fu prodotto da Ariel Levy per la NBC Productions tramite la Richard Rothstein Productions. Il titolo di lavorazione fu Blessed.

## Distribuzione
Il film fu trasmesso negli Stati Uniti il 25 giugno 1989 sulla rete televisiva NBC.
Alcune delle uscite internazionali sono state:
- in Germania Ovest (Der Junge aus dem Weltall)
- in Canada (L'enfant au pouvoir merveilleux)
- in Brasile (O Homem Especial, in VHS)
- in Finlandia (Seitsemäs aisti)